# Тачка топљења
Тачка топљења је температура при којој супстанција из чврстог агрегатног стања прелази у течно. То је карактеристична константа за сваку супстанцу. Она је обично једнака тачки очвршћавања. Тачке топљења и очвршћавања добро су дефинисане само за кристалне материјале. Аморфни материјали, на пример стакло, не топе се на одређеној температури већ са порастом температуре омекшавају.
Под посебним околностима, могуће је чврсто тело загревати изнад тачке топљења без фазног прелаза у течно стање (суперзагревање), односно хладити течност испод тачке мржњења (суперхлађење). То је рецимо случај са водом на веома чистој површини од стакла. Фине емулзије чисте воде су експериментално хлађене на -38 °C, а да се нису заледиле. Згрушавање течности се иницира путем мале промене у особини материјала (рецимо вибрација). Ако се материја остави у потпуно мирном стању, могуће је постићи појаву суперхлађења или суперзагревања. Материје у оваквом стању су термодинамички нестабилне и могу нагло променити агрегатно стање. Ове појаве су сличне хистерезису код сталних магнета. 
Када се посматра као температура реверзне промене из течног у чврсто стање, назива се тачка смрзавања или тачка кристализације. Због способности супстанци да се суперхладе, тачка смрзавања се лако може учинити да је испод своје стварне вредности. Када се одређује „карактеристична тачка смрзавања“ неке супстанце, заправо је стварна методологија скоро увек „принцип посматрања нестанка, а не формирања леда, односно тачке топљења“.

## Примери
За већину супстанци, тачке топљења и смрзавања су приближно једнаке. На пример, тачка топљења и тачка смрзавања живе је234,32 kelvins (−38,83 °C; −37,89 °F). Међутим, поједине супстанце поседују различите температуре прелаза између чврстог стања и течности. На пример, агар се топи на 85 °C (185 °F; 358 K) и очвршћава на 31 °C (88 °F; 304 K); таква зависност од смера је позната као хистереза. Тачка топљења леда при притиску од 1 атмосфере је веома близу 0 °C (32 °F; 273 K); ово је такође познато као ледена тачка. У присуству нуклеирајућих супстанци, тачка смрзавања воде није увек иста као тачка топљења. У одсуству нуклеатора вода може постојати као суперохлађена течност до −48,3 °C (−54,9 °F; 224,8 K) пре смрзавања.
Метал са највишом тачком топљења је волфрам, са 3.414 °C (6.177 °F; 3.687 K); ово својство чини волфрам одличним за употребу као електрични филамент у сијалицама са жарном нити. Често цитирани угљеник се не топи на амбијенталном притиску, већ сублимира на око 3.700 °C (6.700 °F; 4.000 K); течна фаза постоји само изнад притисака од 10 MPa (99 atm) и процењује се на  4.030—4.430 °C (7.290—8.010 °F; 4.300—4.700 K) (погледајте фазни дијаграм угљеника). Тантал хафнијум карбид је ватростално једињење са веома високом тачком топљења од 4.215 K (3.942 °C; 7.127 °F). Квантномеханичке компјутерске симулације су предвиделе да ће легура  имати још вишу тачку топљења (око 4400 K), што би је учинило супстанцом са највишом тачком топљења на амбијенталном притиску. Ово предвиђање је касније потврђено експериментом. На другом крају скале, хелијум се уопште не смрзава при нормалном притиску чак и на температурама произвољно близу апсолутне нуле; неопходан је притисак већи од двадесет пута нормалног атмосферског притиска.
| Вода @СТП         | 1          | 273      | 373    |
| Лем (Pb60Sn40)            |            | 456      |        |
| Какао путер       |            | 307,2    | -      |
| Парафински восак  | 0,9        | 310      | 643    |
| Водоник           | 0,00008988 | 14,01    | 20,28  |
| Хелијум           | 0,0001785  | —        | 4,22   |
| Берилијум         | 1,85       | 1560     | 2742   |
| Угљеник           | 2,267      | —        | 4000   |
| Азот              | 0,0012506  | 63,15    | 77,36  |
| Кисеоник          | 0,001429   | 54,36    | 90,20  |
| Натријум          | 0,971      | 370,87   | 1156   |
| Магнезијум        | 1,738      | 923      | 1363   |
| Алуминијум        | 2,698      | 933,47   | 2792   |
| Сумпор            | 2,067      | 388,36   | 717,87 |
| Хлор              | 0,003214   | 171,6    | 239,11 |
| Калијум           | 0,862      | 336,53   | 1032   |
| Титанијум         | 4,54       | 1941     | 3560   |
| Гвожђе            | 7,874      | 1811     | 3134   |
| Никал             | 8,912      | 1728     | 3186   |
| Бакар             | 8,96       | 1357,77  | 2835   |
| Цинк              | 7,134      | 692,88   | 1180   |
| Галијум           | 5,907      | 302,9146 | 2673   |
| Сребро            | 10,501     | 1234,93  | 2435   |
| Кадмијум          | 8,69       | 594,22   | 1040   |
| Индијум           | 7,31       | 429,75   | 2345   |
| Јод               | 4,93       | 386,85   | 457,4  |
| Тантал            | 16,654     | 3290     | 5731   |
| Волфрам           | 19,25      | 3695     | 5828   |
| Платина           | 21,46      | 2041,4   | 4098   |
| Злато             | 19,282     | 1337,33  | 3129   |
| Жива              | 13,5336    | 234,43   | 629,88 |
| Олово             | 11,342     | 600,61   | 2022   |
| Бизмут            | 9,807      | 544,7    | 1837   |
| Напомене 1. 2. 3. |            |          |        |

## Термодинамика
Да би се чврста материја растопила, потребна је топлота за подизање њене температуре до тачке топљења. Затим је потребно обезбедити даљу топлоту да би се топљење одвило: то се зове топлота фузије и представља пример латентне топлоте.
Са термодинамичке тачке гледишта, на тачки топљења промена Гибсове слободне енергије (ΔG) материјала је нула, али се енталпија (H) и ентропија (S) материјала повећавају. Феномен топљења се дешава када Гибсова слободна енергија течности постане нижа од чврсте за тај материјал. При различитим притисцима то се дешава на специфичној температури. Такође се може показати да:
{\displaystyle \Delta S={\frac {\Delta H}{T}}}
Овде су T, ΔS и ΔH респективно температура на тачки топљења, промена ентропије топљења и промена енталпије топљења.
Тачка топљења је осетљива на изузетно велике промене притиска, али генерално ова осетљивост је за редове величине мања од оне за тачку кључања, јер прелаз чврсто стање-течност представља само малу промену запремине. Ако је, као што се примећује у већини случајева, супстанца гушћа у чврстом него у течном стању, тачка топљења ће се повећати са повећањем притиска. У супротном долази до обрнутог понашања. Посебно, ово је случај код воде, као што је графички илустровано са десне стране, али и Si, Ge, Ga, Bi. Са изузетно великим променама притиска, примећују се значајне промене тачке топљења. На пример, тачка топљења силицијума при амбијенталном притиску (0,1 MPa) је 1415 °C, док при притисцима већим од 10 GPa опада на 1000 °C.

## Карнелијево правило
У органској хемији, Карнелијево правило, које је 1882. установио Томас Карнели, наводи да је висока молекуларна симетрија повезана са високом тачком топљења. Карнели је своје правило засновао на испитивању 15.000 хемијских једињења. На пример, за три структурна изомера са молекулском формулом  тачка топљења расте у серији изопентан -160 °C (113 K), n-пентан -129,8 °C (143 K) и неопентан -16,4 °C (256,8 K). Исто тако, код ксилена и такође дихлоробензена, тачка топљења расте у редоследу мета, орто, а затим пара. Пиридин има нижу симетрију од бензена, отуда и нижу тачку топљења, али се тачка топљења поново повећава са диазином и триазином. Многа једињења налик кавезу попут адамантана и кубана са високом симетријом имају релативно високе тачке топљења.
Висока тачка топљења је резултат високе топлоте фузије, ниске ентропије фузије или комбинације оба. У високо симетричним молекулима кристална фаза је густо збијена са многим ефикасним интермолекуларним интеракцијама које резултирају већом променом енталпије при топљењу.

## Предвиђање тачке топљења
У фебруару 2011, предузеће Алфа Ајсар је објавило преко 10.000 тачака топљења једињења из свог каталога као отворене податке. Овај скуп података је коришћен за креирање модела случајне шуме за предвиђање тачке топљења који је сада бесплатно доступан. Отворени подаци о тачки топљења су такође доступни из часописа Nature Precedings. Висококвалитетне податке добијене из патената, као и моделе развијене на основу ових података објавили су Тетко et al.